# São Vicente do Sul
São Vicente do Sul is een gemeente in de Braziliaanse deelstaat Rio Grande do Sul. De gemeente telt 8.659 inwoners (schatting 2009).

## Verkeer en vervoer
De plaats ligt aan de wegen BR-287, RS-241 en ongeveer zeven kilometer westelijk de RS-640.